# Andrea Hedegaard
Andrea Hedegaard, född 1887, död 1967, var en dansk kvinnosakspolitiker. Hon var ordförande för Dansk Kvindesamfund mellan 1941 och 1943. 